# Слупца (Мазовецьке воєводство)
Слупца (пол. Słupca) — село в Польщі, у гміні Бульково Плоцького повіту Мазовецького воєводства.
Населення — 274 особи (2011).
У 1975-1998 роках село належало до Плоцького воєводства.

## Демографія
Демографічна структура станом на 31 березня 2011 року:
|          | Загалом | Допрацездатний вік | Працездатний вік | Постпрацездатний вік |
| -------- | ------- | ------------------ | ---------------- | -------------------- |
| Чоловіки | 149     | 28                 | 107              | 14                   |
| Жінки    | 125     | 22                 | 71               | 32                   |
| Разом    | 274     | 50                 | 178              | 46                   |